# Таузанд Оукс (Калифорнија)
Таузанд Оукс (енгл. Thousand Oaks) град је у америчкој савезној држави Калифорнија. По попису становништва из 2020. у њему је живело 126.966 становника.
Овај град је родно место Кристијана Јелича, америчке бејзбол звезде пореклом из Републике Српске.

## Демографија
Према попису становништва из 2010. у граду је живело 126.683 становника, што је 9.678 (8,3%) становника више него 2000. године.
|                   | 2010.            | 2000.            |
| Укупно            | 126 683 (100,0%) | 117 005 (100,0%) |
| Белци             | 88 970 (70,23%)  | 90 862 (77,66%)  |
| Хиспаноамериканци | 21 341 (16,85%)  | 15 328 (13,10%)  |
| Азијати           | 11 043 (8,717%)  | 6 873 (5,874%)   |
| Остали            | 3 655 (2,885%)   | 2 701 (2,308%)   |
| Афроамериканци    | 1 674 (1,321%)   | 1 241 (1,061%)   |